# Wedemann (Losse)
Die Wedemann ist ein etwa 5,1 km langer, östlicher und orographisch rechter Zufluss der Losse im Landkreis Kassel in Nordhessen (Deutschland).

## Name
Die Wedemann hatte ursprünglich den Namen Notref (Erstbeleg 1580). Dieser Name leitet sich wahrscheinlich von althochdeutsch *Notraffa ab, einer Komposition mit dem Grundwort -apa und einer r-Ableitung von germanisch *nata- für 'nass, wasserreich'.

## Verlauf
Die Wedemann fließt gänzlich im Geo-Naturpark Frau-Holle-Land (Werratal.Meißner.Kaufunger Wald). Sie entspringt nordwestlich der Grenze vom Landkreis Kassel zum Werra-Meißner-Kreis im Kaufunger Wald. Ihre Quelle liegt rund 800 m nordwestlich vom Gipfel des Hirschbergs (643,4 m ü. NHN), dessen Kuppe zum Werra-Meißner-Kreis gehört. Etwas unterhalb eines Waldwegs liegt sie auf rund 525 m Höhe.
Die Wedemann fließt anfangs auf dem Hang des Hirschbergs nordwestwärts nach Wickenrode, dem östlichsten Gemeindeteil von Helsa, um fortan westwärts entlang der Bundesstraße 451 und des Märchenlandwegs zu fließen.
Etwa bei der Einmündung des Lautenbachs erreicht die Wedemann den Kernort von Helsa, wo sie zwischen dem Kaufunger Wald im Norden und Osten und der Söhre im Südwesten und Westen nach Unterqueren der B 451 und Kreisstraße 7 auf etwa 250 m Höhe in den dort von Süden kommenden Fulda-Zufluss Losse mündet.

## Einzugsgebiet und Zuflüsse
Der größte Zufluss der Wedemann, deren Einzugsgebiet 14,507 km² groß ist, ist der 2,4 km lange Lautenbach, der in Helsa rechtsseits und von Norden kommend beim Wedemann-Bachkilometer 1,05 einmündet.